# 毘舍離縣
毘舍離縣（Vaishali district）是印度的一個縣，位於該國東北部，由比哈爾邦負責管轄，面積2,036平方公里，識字率為68.56%，2011年人口3,495,249，人口密度每平方公里1,717人。
1. ↑   (PDF). National Informatics Centre, Ministry of Electronics and Information Technology, Government of India.   [2022-01-11]. （原始内容存档 (PDF)于2022-01-11）.